# Santa Rosa (Nowy Meksyk)
Santa Rosa – miasto w Stanach Zjednoczonych, w stanie Nowy Meksyk, siedziba administracyjna hrabstwa Guadalupe.